# Bohostice
Bohostice (německy Bohostitz) jsou obec v okrese Příbram ve Středočeském kraji, asi 13 km jihovýchodně od Příbrami. Žije zde 212 obyvatel.
Obec se nachází na levém břehu Vltavy, asi 2 km od vodní nádrže Orlík.

## Historie
První písemná zmínka o vesnici pochází z roku 1386.

## Obyvatelstvo
| Rok            | 1869  | 1880 | 1890 | 1900 | 1910 | 1921 | 1930 | 1950 | 1961 | 1970 | 1980 | 1991 | 2001 | 2011 | 2021 |
| -------------- | ----- | ---- | ---- | ---- | ---- | ---- | ---- | ---- | ---- | ---- | ---- | ---- | ---- | ---- | ---- |
| Počet obyvatel | 1 014 | 911  | 846  | 829  | 728  | 648  | 583  | 366  | 356  | 305  | 256  | 191  | 194  | 202  | 209  |
| Počet domů     | 134   | 134  | 141  | 141  | 131  | 129  | 131  | 140  | 93   | 93   | 84   | 102  | 105  | 118  | 122  |

## Obecní správa

### Části obce
- Bohostice (k. ú. Bohostice)
- Kamenná (k. ú. Kamenná u Bohostic)

Součástí obce jsou také základní sídelní jednotky Lavičky, Těchnice a Zbenické Zlákovice. K obci patří také Hvozdec, Niva, Nivská Samota, Šturmovky, V Kocouru a Zalaby.
Sousedními obcemi sídla jsou Milešov, Solenice, Smolotely, Cetyně, Klučenice a Kozárovice.

### Územněsprávní začlenění
Dějiny územněsprávního začleňování zahrnují období od roku 1850 do současnosti. V chronologickém přehledu je uvedena územně administrativní příslušnost obce v roce, kdy ke změně došlo:
- 1850 země česká, kraj Praha, politický i soudní okres Příbram, obec Smolotely[6]
- 1855 země česká, kraj Praha, soudní okres Příbram, obec Smolotely
- 1868 země česká, politický i soudní okres Příbram, obec Smolotely
- 1900 země česká, politický i soudní okres Příbram[7]
- 1939 země česká, Oberlandrat Tábor, politický i soudní okres Příbram[8]
- 1942 země česká, Oberlandrat Praha, politický i soudní okres Příbram[9]
- 1945 země česká, správní i soudní okres Příbram[10]
- 1949 Pražský kraj, okres Příbram[11]
- 1960 Středočeský kraj, okres Příbram
- k 1. lednu 1980 Středočeský kraj, okres Příbram, obec Solenice[7]
- k 24. listopadu 1990 Středočeský kraj, okres Příbram[7]
- 2003 Středočeský kraj, okres Příbram, obec s rozšířenou působností Příbram

### Obecní symboly
Znak a vlajka byly obci uděleny rozhodnutím předsedy Poslanecké sněmovny Parlamentu České republiky dne 9. října 2007.

## Společnost

### Rok 1932
V obci Bohostice (251 obyvatel) byly v roce 1932 evidovány tyto živnosti a obchody: bednář, hostinec, kolář, košíkář, kovář, mlýn, 2 rolníci, trafika.

## Pamětihodnosti
- Zámek Bohostice
- Návesní kaple naproti zámku
- Kříž před kaplí
- Přírodní památka Bohostice s výskytem modráska bahenního
- Židovský hřbitov na kopci Chlumec

Bohostice jsou rekreační lokalitou. Okolí obce je převážně zalesněné a vzhledem k poloze u vodní nádrže Orlík jsou v katastru obce dvě tábořiště a dvě chatové osady. Na dně přehradního jezera stále stojí zbytky kostela sv. Štěpána a zaplavené obce Těchnice.

## Doprava

### Dopravní síť
Do obce vedou silnice III. třídy. Železniční trať ani stanice či zastávka na území obce nejsou.
V minulosti okolo obce procházela vlečka ke stavbě Orlické přehrady, která byla uvedena do provozu v roce 1958. Po dokončení stavby hráze vlečka ještě nějakou dobu sloužila armádním účelům.

### Autobusová doprava 2024
Autobusovou dopravu v obci Bohostice zajišťuje společnost Arriva Střední Čechy. Obec je součástí Pražské integrované dopravy (PID). V obci se nacházejí zastávky Bohostice a Bohostice,sídliště. Na silnici směrem k Orlické přehradě se nachází zastávka Bohostice,Zalaby a přímo u hráze Orlické přehrady se nachází zastávka Bohostice,Orlická přehrada. Autobusová linka 480 propojuje Příbram s Lešeticemi, Milínem, Pečicemi, Cetyní, Bohosticemi, Solenicemi, Milešovem, Klučenicemi, Kovářovem a Milevskem.

### Lodní doprava 2024
Na území obce se nachází přístaviště Přehrada Orlík. Orlickou lodní dopravu provozuje společnost QUARTER s.r.o. Služba je dostupná každoročně v letní sezóně od 1. července do 31. srpna.

## Turistika
Obcí vede zeleně značená turistická trasa ze Smolotel k rozcestí Pod Jedlovkou, kde se napojuje na žlutě značenou trasu ze Solenic do Kamenné.

## Galerie

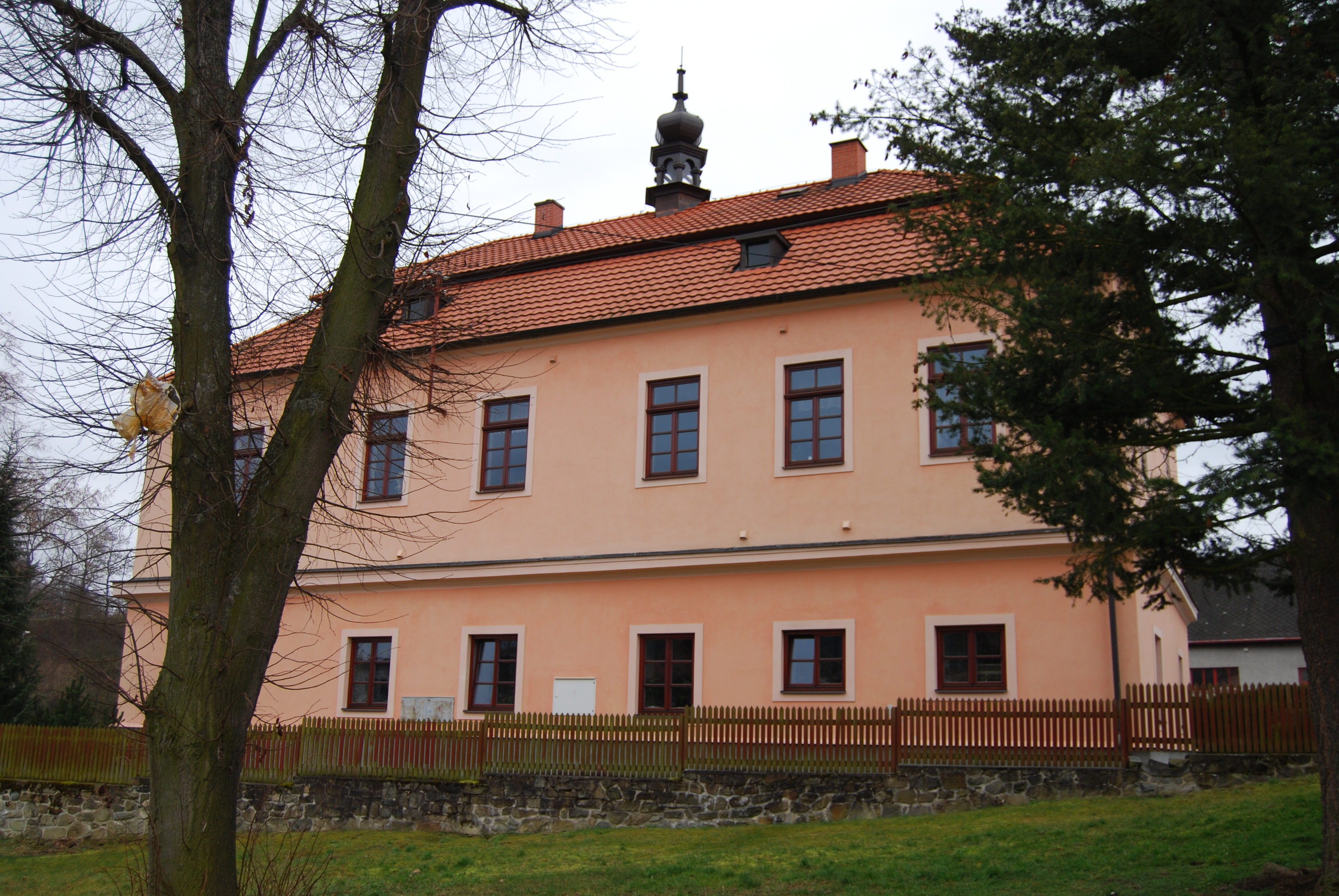
Zámek
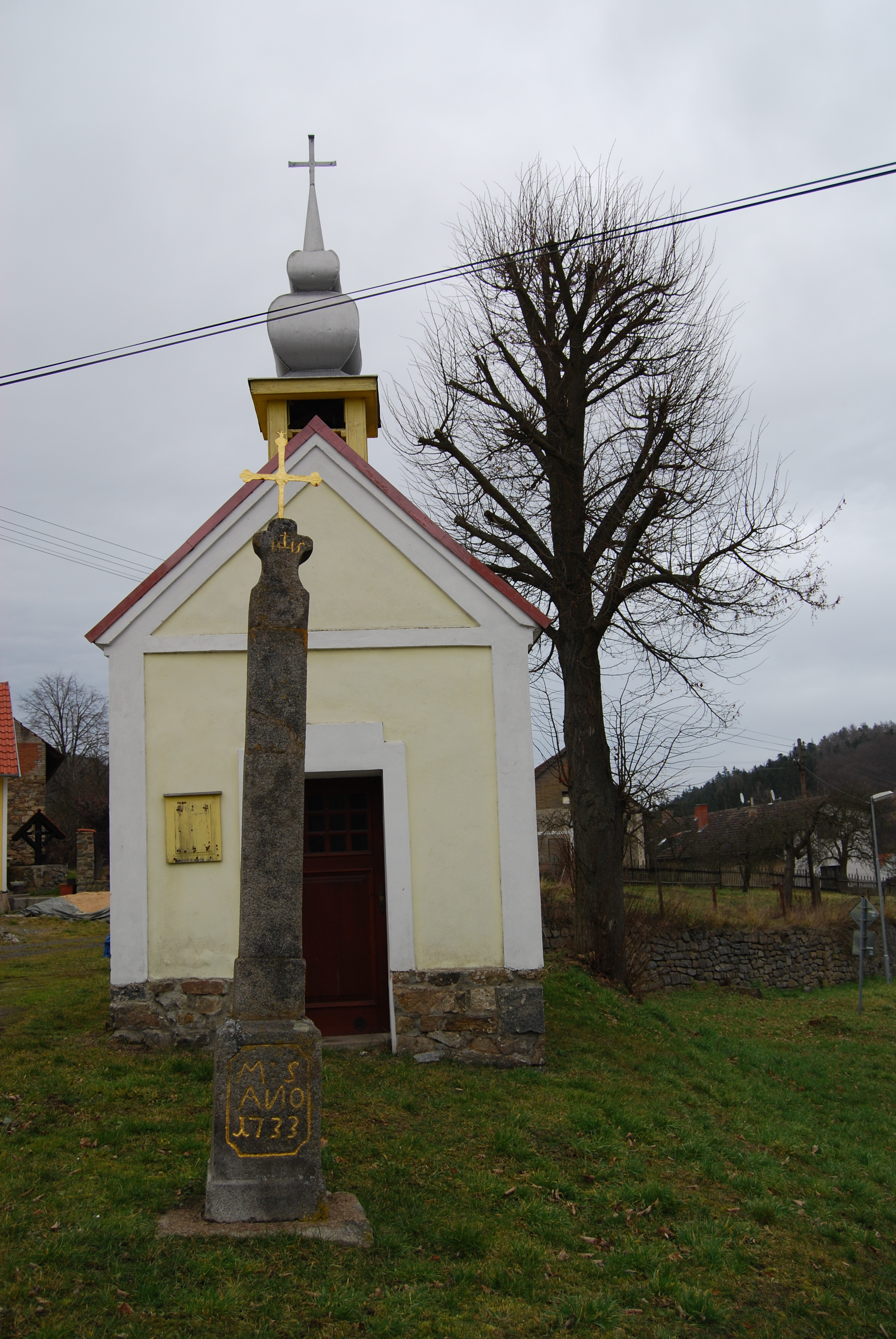
Kaple s křížem
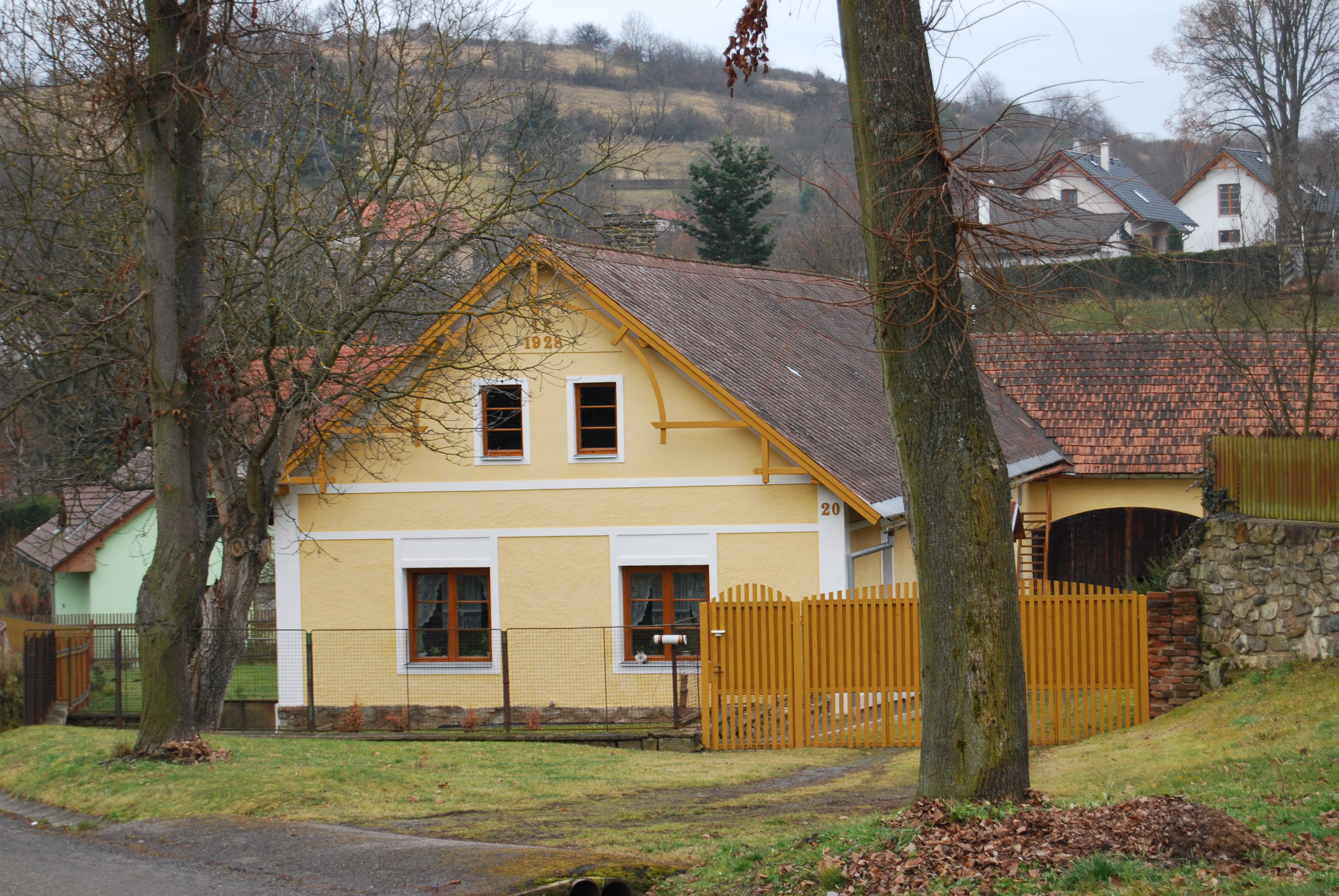
Usedlost
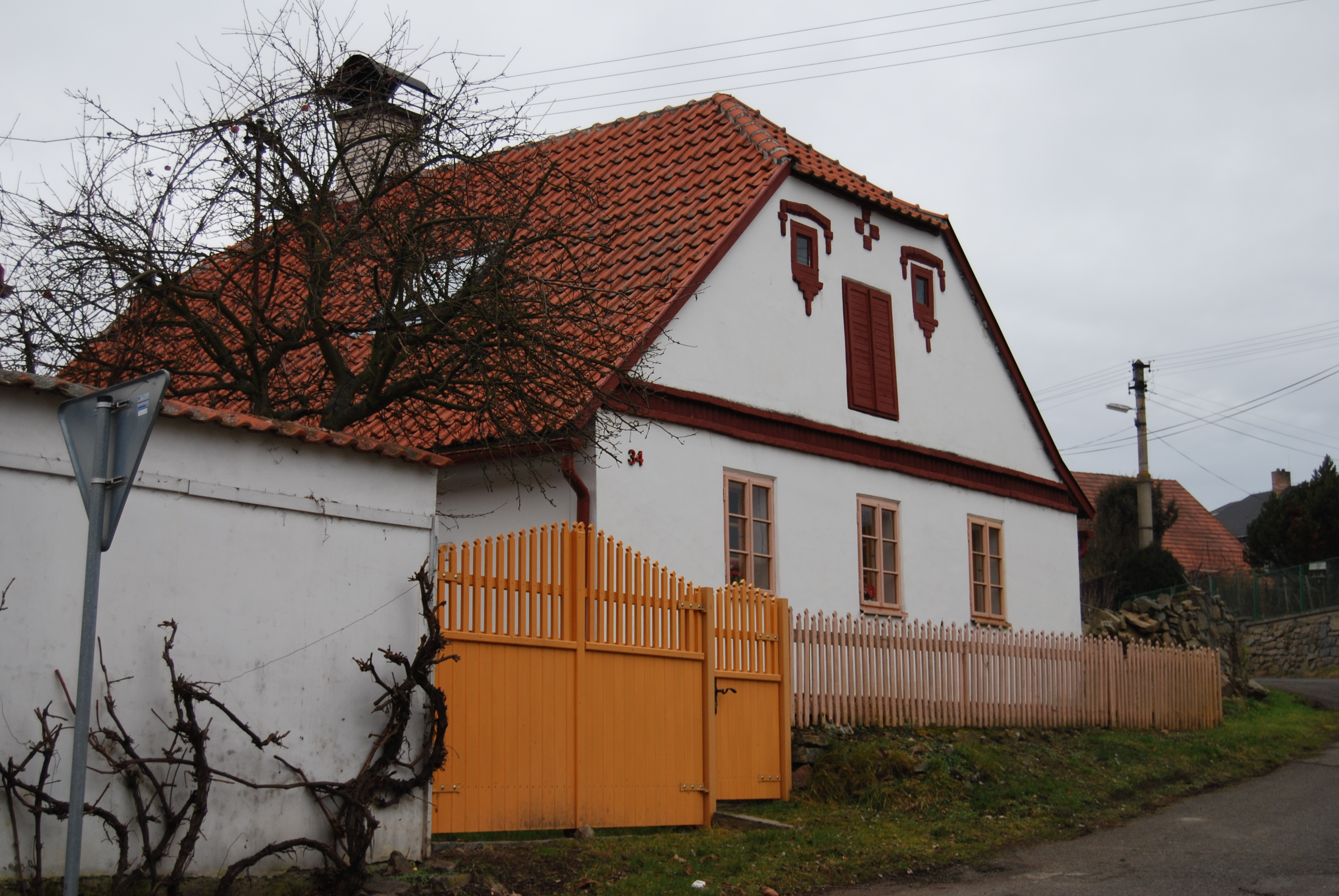
Usedlost